# Bayview (Texas)
Bayview è un comune (town) degli Stati Uniti d'America della contea di Cameron nello Stato del Texas. La popolazione era di 383 abitanti al censimento del 2010. Fa parte delle aree metropolitane di Brownsville-Harlingen-Raymondville e Matamoros-Brownsville.

## Geografia fisica
Bayview è situata a 26°07′46″N 97°24′04″W (26.129573, -97.401165). Si trova 16 miglia (26 km) ad est di San Benito e 14 miglia (23 km) a nord-ovest di Port Isabel.
Secondo lo United States Census Bureau, la città ha una superficie totale di 11,96 km², dei quali 10,07 km² di territorio e 1,89 km² di acque interne (15,81% del totale).

## Società

### Evoluzione demografica
Secondo il censimento del 2010, c'erano 383 abitanti.

### Etnie e minoranze straniere
Secondo il censimento del 2010, la composizione etnica della città era formata dal 95,56% di bianchi, lo 0% di afroamericani, l'1,31% di nativi americani, lo 0,52% di asiatici, lo 0% di oceanici, il 2,09% di altre razze, e lo 0,52% di due o più etnie. Ispanici o latinos di qualunque razza erano il 45,95% della popolazione.